# Koos Edelmetalle
Die Koos Edelmetalle GmbH (Eigenschreibweise KOOS) ist ein deutsches Unternehmen mit Hauptsitz in Renningen. Zu den Geschäftsfeldern zählt die Edelmetall-Rückgewinnung, der Handel mit Investmentprodukten, Goldschmuck, Edelmetall-Dentallegierungen und Halbfabrikaten. Monatlich werden knapp über 200 Kilo Feingold und knapp über 1000 kg Feinsilber verarbeitet.
Das im Jahr 1980 gegründete Unternehmen ist zu 100 % eigentümergeführt. 2023 betrug der Umsatz deutlich über 100 Mio. Euro und es wurden 66 Mitarbeiter beschäftigt.

## Gläserne Schmelzerei
Die „Gläserne Schmelzerei“ bietet die Möglichkeit für Kunden, bei der Rückgewinnung „ihres“ Scheidguts direkt vor Ort dabei sein. Um zu einem präzisen Analyseergebnis zu gelangen, wird das Material mit Induktionsschmelztechnik bei bis zu 1300 °C homogenisiert.